# Episodi di Laramie (seconda stagione)
La seconda stagione della serie televisiva Laramie è andata in onda negli Stati Uniti dal 20 settembre 1960 al 13 giugno 1961 sulla NBC.
| nº | Titolo originale           | Titolo italiano        | Prima TV USA      | Prima TV Italia |
| -- | -------------------------- | ---------------------- | ----------------- | --------------- |
| 1  | Queen of Diamonds          |                        | 20 settembre 1960 |                 |
| 2  | The Track of the Jackal    |                        | 27 settembre 1960 |                 |
| 3  | Three Rode West            |                        | 4 ottobre 1960    |                 |
| 4  | Ride the Wild Wind         |                        | 11 ottobre 1960   |                 |
| 5  | Ride into Darkness         |                        | 18 ottobre 1960   |                 |
| 6  | The Long Riders            |                        | 25 ottobre 1960   |                 |
| 7  | The Dark Trail             |                        | 1º novembre 1960  |                 |
| 8  | .45 Calibre                |                        | 15 novembre 1960  |                 |
| 9  | License to Kill            |                        | 22 novembre 1960  |                 |
| 10 | Drifter's Gold             |                        | 29 novembre 1960  |                 |
| 11 | No Second Chance           |                        | 6 dicembre 1960   |                 |
| 12 | Duel at Parkison Town      |                        | 13 dicembre 1960  |                 |
| 13 | A Sound of Bells           |                        | 27 dicembre 1960  |                 |
| 14 | The Passing of Kuba Smith  | La morte di Kuba Smith | 3 gennaio 1961    |                 |
| 15 | Man from Kansas            |                        | 10 gennaio 1961   |                 |
| 16 | Killer Without Cause       |                        | 24 gennaio 1961   |                 |
| 17 | Stolen Tribute             |                        | 31 gennaio 1961   |                 |
| 18 | The Lost Dutchman          |                        | 14 febbraio 1961  |                 |
| 19 | Cactus Lady                |                        | 21 febbraio 1961  |                 |
| 20 | Riders of the Night        |                        | 7 marzo 1961      |                 |
| 21 | The Mark of the Manhunters |                        | 14 marzo 1961     |                 |
| 22 | Rimrock                    |                        | 21 marzo 1961     |                 |
| 23 | Run of the Hunted          |                        | 4 aprile 1961     |                 |
| 24 | Two for the Gallows        | Due per la forca       | 11 aprile 1961    |                 |
| 25 | The Debt                   |                        | 18 aprile 1961    |                 |
| 26 | Killer Odds                |                        | 25 aprile 1961    |                 |
| 27 | Bitter Glory               |                        | 2 maggio 1961     |                 |
| 28 | The Tumbleweed Wagon       |                        | 9 maggio 1961     |                 |
| 29 | Trigger Point              |                        | 16 maggio 1961    |                 |
| 30 | Badge of the Outsider      |                        | 23 maggio 1961    |                 |
| 31 | Men in Shadows             |                        | 30 maggio 1961    |                 |
| 32 | Strange Company            |                        | 6 giugno 1961     |                 |
| 33 | Widow in White             |                        | 13 giugno 1961    |                 |

## Queen of Diamonds

### Trama
- Guest star: Walter Reed (Crooked Dealer), James Chandler (giocatore di carte), Gregg Palmer (Bill - Deputy), Maurice Manson (Stoner), Julie London (June Brown), Claude Akins (Jim Dark), Eddy Waller (Mose - conducente della diligenza), Tony Young (Clem Reeves), Brad Weston (Bart Reeves), Holly Bane (Abel Reeves), K.L. Smith (cowboy)

## The Track of the Jackal

### Trama
- Guest star: Will J. White (Thatcher - Wanted Man), Steven Terrell (Jimmy Foster), Byron Morrow (frequentatore bar), Kermit Maynard (cittadino), Stephen McNally (Luke Wiley), Robert J. Wilke (Sumner Campbell), Jeanne Bates (Sarah Campbell), Stacy Harris (Firth), Steve Darrell (Jason MacIntire), Dabbs Greer (Mr. Colby), Dan White (Pop)

## Three Rode West

### Trama
- Guest star: Chris Alcaide (Greg), Ross Elliott (Jack Adams), Tom London (vecchio), Dick Rich (barista), Vera Miles (Anne Andrews), Myron Healey (Frank Skinner), Jan Merlin (Chris), Denver Pyle (sceriffo), Phyllis Love (Mrs. Adams)

## Ride the Wild Wind

### Trama
- Guest star: Don Wilbanks (Deputy Morgan), Ed Prentiss (sceriffo Simms), Vivi Janiss (Hannah Moore), Robert Stevenson (sceriffo Davis), Ernest Borgnine (Boone Caudie), John Kellogg (Pike), James Anderson (Dallas), Scotty Morrow (Jody)

## Ride into Darkness

### Trama
- Guest star: Brad Weston (Chuck), Kevin Hagen (scagnozzo Pete), Jason Robards Sr. (Dan Preston), Harry Shannon (Wilson), Charles Drake (Matt Jessup), Phyllis Avery (Mae), Leo Gordon (Rafe), Judson Pratt (sceriffo), Richard Farnsworth (Manley)

## The Long Riders

### Trama
- Guest star: Dan Duryea (Luke Gregg), John Anderson (Ed McKeever), Fred Coby (Charley Craig), Boyd 'Red' Morgan, Lew Brown

## The Dark Trail

### Trama
- Guest star: Vinton Hayworth, Henry Hunter, Robert Vaughn (Sandy Kayle), Gigi Perreau (Celie Bronson), Harold J. Stone (Sam Bronson), L.Q. Jones, Stuart Randall, Robert Anderson

## .45 Calibre

### Trama
- Guest star: Roy Engel (barista), John L. Cason (frequentatore bar), Harry Harvey (cittadino), William Fawcett (Ben - Relay Station Worker), George Nader (Vern Clark), Anna-Lisa (Louisa Clark), Lee Van Cleef (Wes Torrey), Katherine Warren (Mrs. Byrd), John Pickard (Sloane), Charlie Briggs (Charley Wilkes), Will J. White, Chris Alcaide (cittadino Starting Fight), John Mitchum (frequentatore bar)

## License to Kill

### Trama
- Guest star: Roy Barcroft (sceriffo), Kem Dibbs (Tibbs), Steve Darrell (Ed), Don Beddoe (Clem), R.G. Armstrong (Sam Jarrad), Denny Miller (Wilkie), William Fawcett (Ben), Phil Schumacher (bandito)

## Drifter's Gold

### Trama
- Guest star: Sandra Knight (Wilma), Gregory Walcott (Duke), Don Kennedy (Nick), Dickie Walters (Jock Benson), Rod Cameron (Tom Bedloe), Judi Meredith (Marcie Benson), Billy Dix (Ben)

## No Second Chance

### Trama
- Guest star: Bob Morgan (Backer Henchman), Dub Taylor (Smudge), Richard Coogan (sceriffo Lon Matthews), Frank Wilcox (dottore), Jeff Richards (Kem Backer), Fay Spain (Fran Ericson), William Bryant (Tracy), George Sowards (conducente della diligenza)

## Duel at Parkison Town

### Trama
- Guest star: William Challee (Saunders), Kenneth MacDonald (Duggan), Zon Murray (Citizen), Harry Harvey (Citizen), Henry Hull (Ben Parkison), Murray Matheson (Alexander), Ron Harper (Lee Parkison), Don Beddoe (dottor Sweeney), Bartlett Robinson (sceriffo), Howard McNear (Waldo), Michael Vallon (Citizen), Edward G. Robinson Jr. (Citizen), Len Hendry (Doug), Sol Gorss (Bully), Brian Avery (Flord Parkison)

## A Sound of Bells

### Trama
- Guest star: Ben Johnson (conducente), Mara Corday (Rose), Ross Martin (Angel), Rachel Ames, Robert J. Wilke (Slate), Dick Foran (Tom), Kim Hector (Neil Hunter)

## La morte di Kuba Smith
- Titolo originale: The Passing of Kuba Smith

### Trama
- Guest star: Raymond Greenleaf (predicatore), Vaughn Taylor (Undertaker), Harry Tyler (contadino), Charles Meredith (dottore), John McIntire (Kuba Smith), Gloria Talbott (Jane), Robert Knapp (Snow), Walter Sande (Weardon), Bartlett Robinson (sceriffo), Tom Steele (sceriffo Linke)

## Man from Kansas

### Trama
- Guest star: Harry Shannon (giudice), Bartlett Robinson (sceriffo), Kelly Thordsen (Bates), Fred Sherman (Willy - Drunk), Jock Mahoney (Clay Jackson), Jocelyn Brando (Sarah Willoughby), George Mitchell (August Willoughby), Adam West (Deputy), Vinton Hayworth (Carter Simpson), Tom Greenway, Cy Malis

## Killer Without Cause

### Trama
- Guest star: John Verros (Joe Cloud), James Chandler (frequentatore bar Talking to about Vail), Kermit Maynard (cittadino), Jim Hayward (cittadino), James Westerfield (Carl Vail), Roy Roberts (generale Taylor Roberts), Edward Platt (giudice Orin Chase), Rex Holman (Ken Vail), Harry Lauter (Luke Vail), William Fawcett (Ben), Paul Langton (sceriffo), Dayton Lummis (giudice), David Manley (Bill), Phil Schumacher (spettatore processo)

## Stolen Tribute

### Trama
- Guest star: Jan Merlin (Clint Wade), Edgar Buchanan (Tully Casper), Dennis Patrick (Deke Beldon)

## The Lost Dutchman

### Trama
- Guest star: Francis McDonald (vecchio), Rayford Barnes (George Lake), Robert Griffin (sceriffo on Trail), Pitt Herbert (impiegato dell'hotel), Robert Emhardt (senatore Lake), Karen Steele (Mary Lake), Robert Armstrong (sceriffo), George Keymas (Clint Mocassin), George Sowards (frequentatore bar)

## Cactus Lady

### Trama
- Guest star: Grandon Rhodes (Mr. Thomson), Harry Dean Stanton (Virgil), Anita Sands (Troy McCanles), Katherine Warren (Mrs. Thomson), Arthur Hunnicutt (Ezra), L.Q. Jones (Homer), Tom London (Charlie - conducente della diligenza)

## Riders of the Night

### Trama
- Guest star: Chuck Roberson (Chet - Gang Member), Hal Baylor (Beamer), Harry Strang (Hank - Stableman), Norman Leavitt (aiutante nel ranch), Mary Murphy (Sandy), Richard Coogan (dottor Tom Kingsley), Gregory Walcott (Ben Yuma), James Griffith (Gabe), Eddy Waller (Mose - conducente della diligenza), Rhodes Reason (Phil Yuma)

## The Mark of the Manhunters

### Trama
- Guest star: Fred Coby (Finch), Don C. Harvey (Colby), Nestor Paiva (Charlie), James Bates (Boy Cleaning Jail), Charles McGraw (Marshal Jim Craig), Marguerite Chapman (Valerie Farrell), James Coburn (Gil Spanner), Don Kelly (Devens), James Halferty (Bailey)

## Rimrock

### Trama
- Guest star: Mort Mills (Rink Banners), Susan Cummings (Holly Matthews), Tom London (Tim - Stableman), Brad Weston (Deputy Marshal), Lyle Bettger (sceriffo Grant McClintock), Chick Hannan (frequentatore bar)

## Run of the Hunted

### Trama
- Guest star: Harry Harvey (Tolan), Leonard P. Geer (Crowley), Gregg Barton (Charlie - The Bartender), Percy Helton (Wes Snyder - Auctioneer), Charles Bronson (Cory Lake), R.G. Armstrong (Jud), Kevin Hagen (David), Harry Lauter (Harry), Richard Kiel (Rake - aiutante di Tolan)

## Due per la forca
- Titolo originale: Two for the Gallows

### Trama
- Guest star: Donald Woods (Morgan Bennett), Warren Oates (Pete), Richard Evans (Len), Eddy Waller (Mose)

## The Debt

### Trama
- Guest star: Emile Meyer (sceriffo), Dick Elliott (Jeweler), Phil Schumacher (frequentatore bar), Bartlett Robinson (Jim), Jason Evers (Hanson), Vaughn Taylor (Pettis), Harry Carey Jr. (Harry Markle), Roy Barcroft (Cotter), Monica Lewis (Clovis), Nesdon Booth (barista), Ellen Corby (Hortense Cotter), Chick Sheridan (frequentatore bar)

## Killer Odds

### Trama
- Guest star: Lee Van Cleef (Dawson), Patricia Michon (Sue Fenton), James Anderson (Rip), Paul Carr (Pete), John Lupton (Fred Powers), Russell Johnson (Stanton), David McMahon (Mr. Fenton)

## Bitter Glory

### Trama
- Guest star: Doris Packer (passeggero diligenza), Ryan O'Neal (Johnny Jacobs), Ed Nelson (Cal Mason), Chubby Johnson (conducente della diligenza), Dianne Foster (Ellie Jacobs), Dick Foran (Billy Jacobs), Paul Birch (maggiore Stanton), Katherine Warren (Grace Jacobs), Dick Elliott (passeggero diligenza)

## The Tumbleweed Wagon

### Trama
- Guest star: Richard Farnsworth (Hank), Irene Calvillo (Wataki - Squaw), Elisha Cook Jr. (Doc), Bob Golden (Gus), Jack Elam (Charley Fox), Steve Darrell (Joe Warner), Walter Sande (U.S. Marshal), Robert Crosson (Morgan Warner), Hal Baylor (Ben - Mountain Man), Jon Locke (Billy Pore), Chris Alcaide (U.S. Marshal), Tom London (Johnson)

## Trigger Point

### Trama
- Guest star: Jan Merlin (Jo Jo), Frank Ferguson (Scotty), James Anderson (Link), Willard Waterman (Bender), Mary Murphy (Lottie), Lori Nelson (Grace), Gregory Walcott (Shelly Stack), Rand Brooks, Terry Frost

## Badge of the Outsider

### Trama
- Guest star: Joe Brown Jr., Charles Tannen, George Wallace (Gip), Roy Barcroft (Doc Longley), David Faulkner, Brad Weston, Julian Burton, Rankin Mansfield, Norman Leavitt (Jud), Jan Shepard (Cindy), Dan White, Paul Fix (Davey)

## Men in Shadows

### Trama
- Guest star: Kermit Maynard (frequentatore bar), Ken Christy (Banta - Man Killed in Bar), Charles Tannen (barista), Chick Sheridan (frequentatore bar), Rod Cameron (Dixie Howard), Joan Tabor (Julie), Edward Mallory (Johnny), Eddy Waller (Mose - conducente della diligenza), Dickie Walters (Tommy - vicesceriffo), Dennis Patrick (Kramer), Jack Tornek (frequentatore bar)

## Strange Company

### Trama
- Guest star: Christopher Dark (N'Codee), James Brown (Lon MacRae), Dick Wessel (Higgins), Carl Benton Reid, Mark Dana (Bracket), Denver Pyle (Bailey)

## Widow in White

### Trama
- Guest star: Rayford Barnes (Birch), Ed Prentiss (Bailey), Ross Elliott (Collins), George Keymas (Stover), Sue England (Sheila Dawson), Ben Johnson (Tarp), Richard Coogan (sceriffo), Kelly Thordsen, Pitt Herbert